# Laredo (serie televisiva)
Laredo è una serie televisiva statunitense in 56 episodi trasmessi per la prima volta nel corso di 2 stagioni dal 1965 al 1967.
È una serie western incentrata sulle vicende di tre Texas Ranger che combina azione e umorismo.

## Trama
Reese Bennett (interpretato da Neville Brand), Chad Cooper (interpretato da Peter Brown) e Joe Riley (interpretato da William Smith) sono tre Texas Ranger nel vecchio West. Reese era precedentemente un ufficiale dell'Union Army durante la Guerra di secessione americana. Originario di New Orleans, Chad era invece nella polizia di frontiera durante la guerra e si è unito ai Ranger per cercare coloro che hanno fatto un'imboscata ai suoi colleghi alla frontiera. Joe era un pistolero che era stato più volte un fuorilegge e che si è unito ai Ranger per ottenere protezione dallo sceriffo. Ciad e Joe prendono in giro Reese per la sua età dato che è sulla quarantina. I tre Ranger sono guidati dal capitano Edward Parmalee (interpretato da Philip Carey), che è severo e disciplinato.

## Personaggi e interpreti

### Personaggi principali
- Reese Bennett (56 episodi, 1965-1967), interpretato da Neville Brand.
- Chad Cooper (56 episodi, 1965-1967), interpretato da Peter Brown.
- Joe Riley (56 episodi, 1965-1967), interpretato da William Smith.
- Capitano Edward Parmalee (56 episodi, 1965-1967), interpretato da Philip Carey.
- Erik Hunter (26 episodi, 1966-1967), interpretato da Robert Wolders.

### Personaggi secondari
- Cotton Buckmeister (5 episodi, 1966-1967), interpretato da Claude Akins.
- Charlie Stamp (5 episodi, 1965-1966), interpretato da K.L. Smith.
- 3-Finger Jake (5 episodi, 1965-1967), interpretato da Lane Bradford.
- Ben (5 episodi, 1965-1967), interpretato da Leonard P. Geer.
- Barista (4 episodi, 1966-1967), interpretato da Jan Arvan.
- Linda Little Trees (4 episodi, 1965-1967), interpretata da Shelley Morrison.
- Bolt (4 episodi, 1965-1967), interpretato da Myron Healey.
- Espada (4 episodi, 1965-1966), interpretato da David Perna.
- Ma Burns (3 episodi, 1965-1967), interpretata da Jeanette Nolan.
- Johnny Rhodes (3 episodi, 1966-1967), interpretato da Robert Yuro.
- Liza Curtis (3 episodi, 1965-1967), interpretata da Barbara Werle.
- Blue Dog (3 episodi, 1965-1967), interpretato da Ralph Manza.
- Aces Brady (1 episodi, 1965-1967), interpretato da Ric Roman.
- Kim "Missy" Mabry (1 episodio, 1966), interpretato da Gina Gillespie.
- Coke (3 episodi, 1965-1966), interpretato da Richard Reeves.
- E.J. Hollingsworth Morse (3 episodi, 1966-1967), interpretato da Byron Foulger.
- Harry (3 episodi, 1966-1967), interpretato da Russ McCubbin.
- Barcroft (3 episodi, 1965-1966), interpretato da Howard Wendell.
- Jomo (3 episodi, 1966), interpretato da Charles Horvath.
- Collins (3 episodi, 1965-1966), interpretato da Holly Bane.

## Produzione
La serie, ideata da Calvin Clements, fu prodotta da Universal TV e girata negli studios della Universal a Universal City in California. Le musiche furono composte da Russ Garcia.

### Registi
Tra i registi della serie sono accreditati:
- William Witney in 7 episodi (1966-1967)
- R.G. Springsteen in 5 episodi (1965-1966)
- Paul Stanley in 4 episodi (1965-1966)
- Earl Bellamy in 3 episodi (1965-1966)
- Leon Benson in 3 episodi (1965-1966)
- Lawrence Dobkin in 3 episodi (1965-1966)
- Bernard McEveety in 3 episodi (1965-1966)
- Irving J. Moore in 3 episodi (1966-1967)
- Charles R. Rondeau in 3 episodi (1966-1967)
- Ezra Stone in 3 episodi (1966-1967)
- Harvey Hart in 2 episodi (1965)
- Abner Biberman in 2 episodi (1966)

### Sceneggiatori
Tra gli sceneggiatori della serie sono accreditati:
- John McGreevey in 8 episodi (1965-1967)
- John D.F. Black in 7 episodi (1965-1966)
- Gene L. Coon in 6 episodi (1965-1967)
- Calvin Clements Jr. in 5 episodi (1965-1967)
- Gerry Day in 5 episodi (1965-1967)
- Edward J. Lakso in 5 episodi (1965-1967)
- Joseph Bonaduce in 3 episodi (1966-1967)
- John T. Dugan in 3 episodi (1966-1967)
- Ric Hardman in 2 episodi (1965-1966)
- Martin Roth in 2 episodi (1966-1967)
- B.W. Sandefur in 2 episodi (1966)

## Distribuzione
La serie fu trasmessa negli Stati Uniti dal 16 settembre 1965 al 7 aprile 1967 sulla rete televisiva NBC. In Italia è stata trasmessa con il titolo Laredo.
Alcune delle uscite internazionali sono state:
- negli Stati Uniti il 16 settembre 1965 (Laredo)
- in Francia il 4 marzo 1987 (Laredo)
- in Argentina (Laredo)
- in Finlandia (Laredo)
- in Italia (Laredo)

## Episodi
| Stagione         | Episodi | Prima TV USA |
| ---------------- | ------- | ------------ |
| Prima stagione   | 30      | 1965-1966    |
| Seconda stagione | 26      | 1966-1967    |